# Yonval
Yonval är en kommun i departementet Somme i regionen Hauts-de-France i norra Frankrike. Kommunen ligger i kantonen Abbeville-Sud som tillhör arrondissementet Abbeville. År 2022 hade Yonval 240 invånare.

## Befolkningsutveckling
Antalet invånare i kommunen Yonval
| Referens: INSEE |